# Spoorbrug Buggenum
De Spoorbrug Buggenum tussen Roermond en Buggenum, overspant de rivier de Maas en maakt deel uit van de intercity-verbinding Weert - Roermond.
De overbrugging bestaat uit twee geklonken vakwerkbruggen naast elkaar. Elke brug heeft vier overspanningen van 62 meter, resulterend in een lengte van 248 meter.

## Historie
In 1879 kwam de enkelsporige overbrugging over de Maas bij Buggenum gereed, bestaande uit vier welijzeren vakwerkbruggen, ieder met een overspanning van 65 meter. In 1916 werd de overbrugging dubbelsporig gemaakt door naast de bestaande bruggen vier stalen vakwerkbruggen te bouwen. In 1922 werden de welijzeren bruggen van aanleg vervangen door stalen bruggen, van hetzelfde type als die van 1916. Op 10 mei 1940 viel bij de verdediging van deze brug het eerste Nederlandse militaire slachtoffer in de Tweede Wereldoorlog, Piet Touw. Later die dag werden van elk spoor twee overspanningen vernield, en volgde er in 1941 een voorlopige herstelling. In 1944 werden alle overspanningen opgeblazen. Na een voorlopige herstelling waren omstreeks 1948 alle bruggen definitief hersteld.